# Cylicomera rubrofasciata
Cylicomera rubrofasciata là một loài ruồi trong họ Asilidae. Cylicomera rubrofasciata được Lynch & Arribálzaga miêu tả năm 1881.